# Mangaka
Mangaka (漫画家, Mangaka eller Manga-ka) er det japanske ord for en tegneserieskaber. Udenfor Japan bruges det normalt om skaberne af mangaer – japanske tegneserier.

## Arbejdsfordeling
En typisk japansk mangaka er ofte, men ikke altid, både forfatter og tegner af sin serie. Dette i modsætning til f.eks. Europa, hvor de to opgaver ofte ligger hos hver sin person. Noget der ikke nødvendigvis gør arbejdet hurtigere – en typisk europæisk tegneserietegner kan således kun lave en halv A4-side om dagen og er minimum et halvt år om et album med 44 siders historie. Og med forudgående planlægning og manuskriptskrivning og efterfølgende farvelægning kan den samlede produktionstid hurtigt nå op på et år.
I Japan, hvor efterspørgslen er stor, udgives mangaserier imidlertid kapitelvis i magasiner, f.eks. i form af 16-20 sider hver eller hver anden uge eller 32-40 sider om måneden, for senere at blive samlet i bind. Og selv om mangakaene i modsætning til deres europæiske kollegaer som regel ikke eller kun i beskedent omfang bruger tid på farvelægning men lader deres serie udkomme i sort/hvid, så er arbejdsopgaven stadig alt for stor for et enkelt menneske med sådanne terminer. Løsningen er derfor at forlagene forsyner deres mangaka med assistenter.
Assistenterne har forskellige opgaver. Typisk kan arbejdsfordelingen være som i dette fiktive eksempel fra Jan Kjærs Mangaens magi:
- Master Artist – Ham, der har fået ideen til serien og som skitserer siderne.
- Assistent, der står for at stramme tegninger op og lave baggrunde.
- Assistent, der tegner blyantstegningerne op med tusch.
- Assistent, der lægger "raster" (gråtoner) og mønstre på siden.
- Assistent, der scanner og renser siderne og lægger lydord på.

I praksis varierer antallet af assistenter dog noget, i det den mangaka, der skal levere 16-20 sider om ugen, selv sagt har brug for noget mere hjælp, end den, der har to uger eller en måned til det samme antal sider.
I nogle tilfælde er der også en særskilt forfatter, hvilket kan være nyttigt, da ikke alle har evnerne eller tiden til både at forfatte og tegne en serie. Er serien baseret på et andet værk, f.eks. spil eller animeserie, kommer dertil dennes skaber(e), der kan have større eller mindre indflydelse.
Nogle mangaka vælger dog modsat at klare det hele selv, men kun få har succes med det.
Under alle omstændigheder kommer dertil en redaktør fra det magasin, der bringer serien. Redaktøren er ansvarlig for terminen, er behjælpelig med research og deltager i løbende møder med mangaken om seriens videre forløb, feedback fra læserne og forbedringsønsker. Redaktøren kan være ansvarlig for en enkelt serie alene eller for flere. Endelig er der så magasinet, der afgør om en given er tilstrækkelig succesfuld til, at den kan forsætte, eller om den skal afsluttes.

## At blive mangaka
Mange japanere drømmer om at blive mangaka, men trods den store efterspørgsel er det ikke så nemt, som man måske skulle tro. At indsende en præsentationsmappe med selvskabte serier til et japansk mangaforlag er således næsten håbløst, for de modtager tusinder af sådanne hver måned, hvor der til de enkelte magasiner "kun" behøves 20-40 serier, der for en dels vedkommende endda allerede har karakter af "fast inventar". En sikrere måde at blive set på er at aftale et møde med en redaktør, hvorved man samtidig kan få sit værk professionelt vurderet. Det kræver dog en vis psyke. Mangaka Yuu Watase:
"Forbered dig på at de (redaktørerne) ikke sparer på kritikken. Men lad dig ikke blive modløs. Jo mere de kritiserer dig, jo større er deres interesse for dit værk. Mange redaktører sabler en ned blot for at se, hvad der gemmer sig i en."
Alternativt kan man deltage i en de konkurrencer, mangaforlagene regelmæssigt udskriver. Her kan sejrherren få sit værk offentliggjort, men også andre kan få en chance, hvis de for eksempel viser sig som dygtige tegnere. En tredje mulighed er at deltage i doujinshi-messer, hvor amatører fremviser og sælger deres nyeste værker. Disse kan være meget velbesøgte, og også forlagene er på udkig efter nye talenter her. En fjerde nyere mulighed er at lave serier til en hjemmeside og så håbe på, at den bliver tilstrækkelig populær til at blive opdaget.
Bliver man accepteret, er man dog ikke straks sikret berømmelse. Man må normalt starte som assistent hos en etableret mangaka, hvor man i takt med tiltagende erfaring og talent kan få stadigt vigtigere opgaver. Efterhånden kan man også få mulighed for at forsøge sig med små selvstændige projekter, men meget videre kommer man ofte ikke. Kun få klarer springet videre til at blive en kendt mangaka med egen populær serie og assistenter.
For øvrigt: man behøver ikke være japaner for at forsøge sig som mangaka. Men man skal beherske japansk, hvis man vil have sit værk udgivet i Japan, da det er de færreste vestlige tegneserier, der bliver oversat til japansk. Alternativt kan man forsøge sig hos en af de vestlige forlæggere, der udgiver tegneserier i mangastil. Flere tyske forlag som f.eks. Tokyopop udgiver således sådanne tyske "manga" som f.eks. Anike Hages Gothic Sports.

## Successerne og de andre
Er man først blevet mangaka, kan det være vejen til succes, berømmelse og rigdom – hvis man altså har de rigtige ideer til sin(e) serie(r) og er heldig at blive opdaget af andre end magasinets læsere. Men er man så også rigtig heldig, kan det blive starten på en serie i 30-40 bind eller mere, omsættelse til ofte i sig selv succesfulde animeserier og andet afkast i form af oversættelser, cd'er, artbooks, videospil og merchandise. Og for nogle ganske enkelte kan det gøre dem til millionærer med sikker opmærksomhed på alle nye tiltag. Rumiko Takahashi (Ranma ½, Inuyasha m.fl.) og Ken Akamatsu (Love Hina, Mahou Sensei Negima! m.fl.) er et par kendte eksempler.
Det er dog de færreste, der på den måde finder guld, men der er dog til gengæld jævnt hen nogle stykker, der populært sagt finder sølv i stedet. Det kan være i form af serier på 10-14 bind, oversættelser og/eller flere animeserier foruden typisk også nogle cd'er. For en betydelig gruppe hedder det dog mere jordnært mangaserier på f.eks. 3-5 bind og måske en enkelt animeserie på 12-13 afsnit, hvilket for den enkelte dog kan være stort nok i sig selv. For der er nemlig en endnu større gruppe, der aldrig opnår det held, og hvor hverdagen hedder one-shots og enbinds mangaer. Eller man arbejder for andre med at lave mangaer bygget over populære romaner, videospil eller animeserier. Og for nogle kan det være aktuelt at supplere indtægterne med andet arbejde så som illustrationer til romaner eller assistentarbejde for andre mangaka.
Indimellem ses også eksempler, hvor en mangaka arbejder på to serier parallelt. Noget der giver ekstra indtægter, men som også gør det muligt at veksle mellem forskellige genrer og temaer. Et eksempel her kan være Ema Tooyama der både laver den romantiske serie Watashi ni xx Shinasai! og den humoristiske yonkoma-serie Pocha Pocha Suieibu. Og generelt ses da også en del eksempler, hvor en mangaka efter at have afsluttet en serie i en genre begynder en ny i anden genre. Som f.eks. Mikiyo Tsuda der efter at have afsluttet serien Princess Princess om drenge i pigetøj kastede sig over fantasy med serien Atsumare! Gakuen Tengoku.

## Det daglige arbejde
Succes eller ej, for både høj og lav gælder det, at der skal arbejdes meget. Et eksempel på det er Hiro Mashima, der her fortæller om hans arbejdsuge med sin serie Fairy Tail (20 sider om ugen):
"Mandag har jeg en drøftelse med mine assistenter, hvor vi forbereder udkastet til et nyt kapitel, samt et redaktionsmøde om animeen. Tirsdag tegner jeg skitser, som jeg fra onsdag tegner op med tusch. Lørdag tegner jeg mest udkast eller arbejder på farvesider. Hvis der ikke er så meget at lave, har jeg også nogle gange fri."
Læg især mærke til den sidste sætning. Voksne japanerne arbejder traditionelt meget, og mange holder sjældent ferie længere end en uge ad gangen. For mange mangaka betyder det, at der ikke er meget tidsbuffer at give af, så hvis de bliver syge, har brug for lidt ekstra ferie eller skal ud for at promovere serien i større omfang, ja så må serien holde pause så længe. Navnlig for serier der udkommer hver eller hver anden uge betyder det, at serien af og til må springe et nummer over, for at mangakaen kan få tid til det hele.
Hvordan den enkelte dag forløber varierer fra person til person. Her kan dog som eksempel tages Hiro Fujiwara, der her fortæller om hendes arbejdsdag med sin serie Kaichou wa Maid-sama! (32 sider om måneden):
"I tegnefasen arbejder jeg med assistenter. Ca. 7.00 står jeg op og spiser morgenmad, derefter begynder arbejdet. Ca. 12.00 er der frokost og ca. 15.00 laver jeg et par gymnastikøvelser, derefter tillader vi os et par søde sager. Ca. 19.00 bliver der spist aftensmad. Vi arbejder til ca. 24.00, derefter bader jeg og går efterfølgende i seng."

## Doujinshi
Ikke alle har evnerne, tiden eller lysten at blive professionel mangaka men vil stadig gerne lade andre se deres værker. For dem foreligger muligheden at lave doujinshi dvs. amatørproducerede hæfter, der kan indeholder skaberens helt egne kreationer eller, som det oftest er tilfældet, historier bygget på kendte mangaserier. Disse distribueres så i begrænsede oplag på doujinshi-messer.
Flere professionelle mangaka har startet deres løbebane med at lave doujinshi på denne måde. Og nogle fortsætter med det parallelt med deres professionelle arbejde, hvilket blandt andet giver mulighed for at inddrage ting, som ville være blevet censureret hos deres almindelige magasiner.

## Bag kulisserne
En del mangaka giver gerne læserne et kig bag kulisserne i form af særlige sider sidst i deres mangabind, hvor de giver udtryk for deres tanker bag den foreliggende historie, andres påvirkning og læsernes reaktioner. Nogle giver desuden et indblik i deres aktuelle privatliv.